# Venice (Florida)
Venice is een van de steden in Florida, gelegen aan de kust van de Golf van Mexico, ontstaan omwille van de inwijking van gepensioneerden uit alle hoeken van de Verenigde Staten.
Rond het centrum vindt men tal van condominiums met riante villa's, dikwijls ingepland rond privé golfterreinen.
De stranden van Venice zijn beroemd bij verzamelaars van haaientanden. Een korte aandachtige wandeling over het strand is voldoende voor het vinden van een handjevol, waarbij soms spectaculaire exemplaren aan de oppervlakte komen. In Venice zijn er dan ook tal van winkels die zich hierin hebben gespecialiseerd.
Het rustige stadje kwam in het wereldnieuws in 2001 toen na 9/11 bleek dat een aantal van de kapers van de vliegtuigen die zich in het World Trade Center in New York boorden, op het kleine vliegveld van Venice, ten zuiden van het centrum, hun vliegbrevet hadden gehaald.

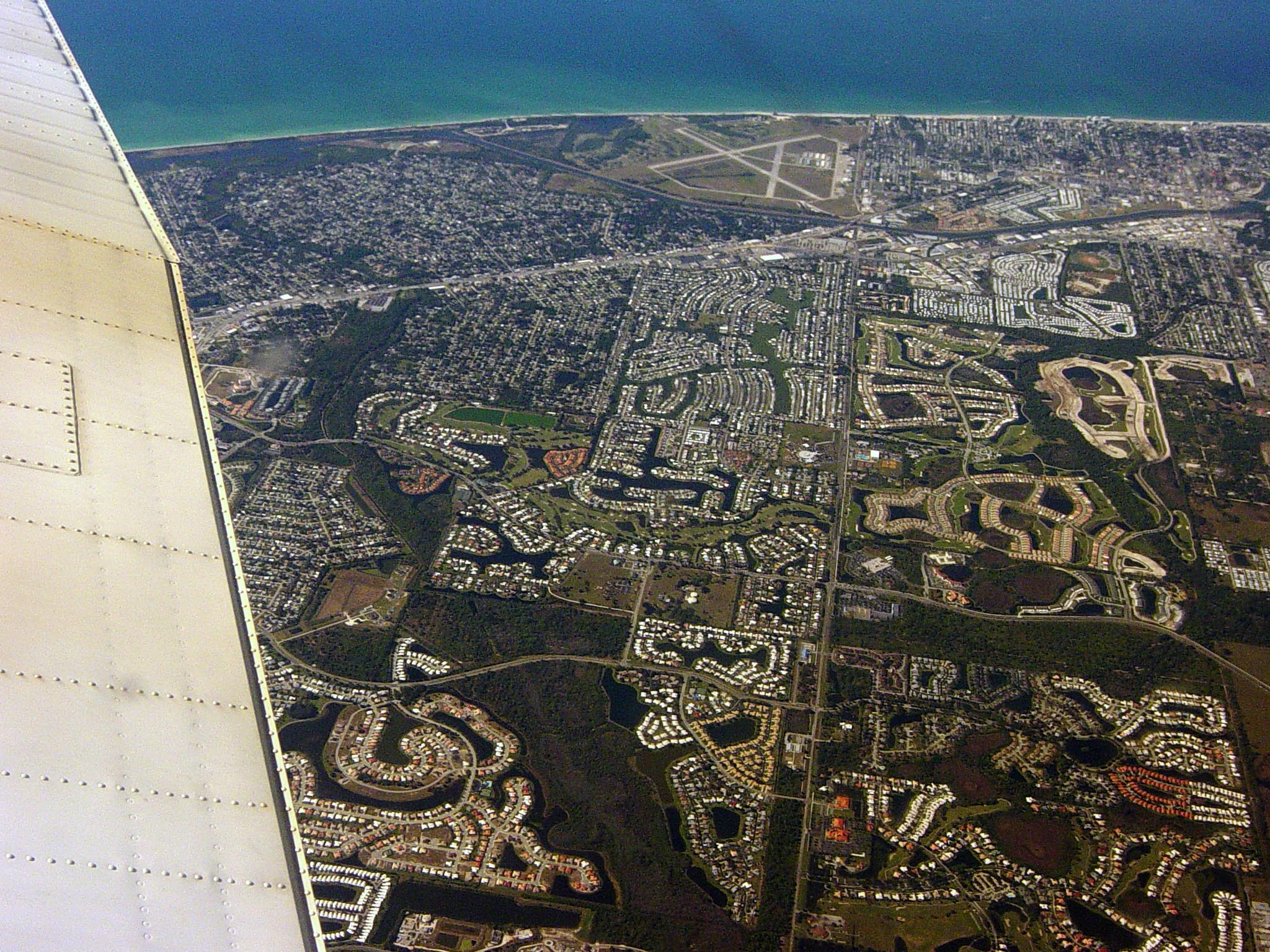
Venice, Fla., na het opstijgen uit Sarasota.

## Plaatsen in de nabije omgeving
De onderstaande figuur toont nabijgelegen plaatsen in een straal van 16 km rond Venice.